# Кінгстон (Теннессі)
Кінгстон (англ. Kingston) — місто (англ. city) в США, в окрузі Роун штату Теннессі. Населення — 5953 особи (2020).

## Географія
Кінгстон розташований за координатами 35°52′21″ пн. ш. 84°30′8″ зх. д. / 35.87250° пн. ш. 84.50222° зх. д. (35.872562, -84.502194).  За даними Бюро перепису населення США в 2010 році місто мало площу 20,34 км², з яких 18,39 км² — суходіл та 1,94 км² — водойми.

## Демографія
Згідно з переписом 2010 року, у місті мешкали 5934 особи в 2556 домогосподарствах у складі 1626 родин. Густота населення становила 292 особи/км².  Було 2814 помешкання (138/км²).
Расовий склад населення:
| - 93,5 % — білих - 3,5 % — чорних або афроамериканців - 0,8 % — азіатів - 0,1 % — вихідців з тихоокеанських островів - 0,1 % — корінних американців |

До двох чи більше рас належало 1,4 %. Частка іспаномовних становила 1,7 % від усіх жителів.
За віковим діапазоном населення розподілялося таким чином: 20,1 % — особи молодші 18 років, 59,3 % — особи у віці 18—64 років, 20,6 % — особи у віці 65 років та старші. Медіана віку мешканця становила 43,6 року. На 100 осіб жіночої статі у місті припадало 92,5 чоловіків;  на 100 жінок у віці від 18 років та старших — 87,4 чоловіків також старших 18 років.
Середній дохід на одне домашнє господарство  становив 57 098 доларів США (медіана — 45 377), а середній дохід на одну сім'ю — 73 317 доларів (медіана — 60 625). Медіана доходів становила 44 762 долари для чоловіків та 28 445 доларів для жінок. За межею бідності перебувало 11,4 % осіб, у тому числі 16,1 % дітей у віці до 18 років та 9,5 % осіб у віці 65 років та старших.
Цивільне працевлаштоване населення становило 2285 осіб. Основні галузі зайнятості: освіта, охорона здоров'я та соціальна допомога — 22,8 %, публічна адміністрація — 12,9 %, науковці, спеціалісти, менеджери — 10,9 %, мистецтво, розваги та відпочинок — 9,0 %.